# Нова Ор'я
Нова Ор'я́ (рос. Новая Орья, башк. Яңы Уръя) — присілок у складі Янаульського району Башкортостану, Росія. Входить до складу Байгузінської сільської ради.
Населення — 149 осіб (2010; 144 у 2002).
Національний склад:
- марійці — 97 %